# The White Rose
The White Rose (Brasil: A Rosa Branca ) é um filme mudo norte-americano de 1923, do gênero drama e romance. O filme foi escrito, produzido e dirigido por D. W. Griffith, estrelado por Mae Marsh, Ivor Novello, Carol Dempster, e Neil Hamilton.

## Elenco
- Mae Marsh
- Carol Dempster
- Ivor Novello
- Neil Hamilton
- Lucille La Verne
- Porter Strong
- Jane Thomas
- Kate Bruce
- Erville Alderson
- Herbert Sutch
- Joseph Burke
- Mary Foy
- Charles Emmett Mack
- Uncle Tom Jenkins